# Cuerpos de Policía Patrullera Especiales de Ucrania
Los cuerpos de policía patrullera especiales de Ucrania (en ucraniano: Патрульна служба поліції особливого призначення) es un cuerpo de voluntarios ucranianos designados a tareas especiales por el Ministerio del Interior de Ucrania. El cuerpo fue creado originalmente para la prevención de la invasión y la defensa del orden civil el 15 de abril de 2014, tras la invasión rusa de Ucrania.  Durante la guerra del Dombás, el cuerpo participó en la defensa contra los separatistas prorrusos como una fuerza paramilitar.

## Historia
En abril de 2014, el ministro interino del Interior, Arsén Avákov, emitió una orden para crear batallones especiales de policía, formando inicialmente 56. Después de las leyes «Acerca de la Policía Nacional» de 2015, la Militsiya de Tareas Especiales  se convirtió en Policía Patrulla de Tareas Especiales.
Desde 2016, existen regimientos como Dnipró-1.

## Lista de unidades

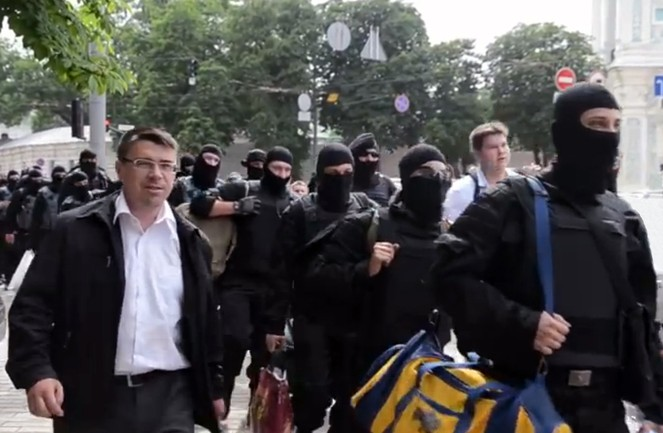
Voluntarios del batallón de policía especial "Azov"

| Emblema | Cuerpo                   | Región                    | Comandante     | Unidades |
| ------- | ------------------------ | ------------------------- | -------------- | -------- |
|         | Batallón Artemivsk       | -                         | -              | -        |
|         | Compañía Bogdán          | Óblast de Jmelnitski      | -              | -        |
|         | Batallón Cherníhiv       | Óblast de Chernígov       | -              | -        |
|         | Regimiento Dnipró-1      | Óblast de Dnipropetrovsk  | -              | 524      |
|         | Batallón Ivano-Frankivsk | Óblast de Ivano-Frankivsk | -              | -        |
|         | Batallón Járkiv          | Óblast de Járkov          | -              | -        |
|         | Compañía Kremenchuk      | Óblast de Poltava         | -              | -        |
|         | Batallón Kiev-1          | Ciudad de Kiev            | -              | -        |
|         | Batallón Kiev-2          | Ciudad de Kiev            | -              | -        |
|         | Batallón Kyivschyna      | Óblast de Kiev            | -              | -        |
|         | Batallón Lugansk-1       | Óblast de Lugansk         | -              | 200      |
|         | Batallón Lviv            | Óblast de Leópolis        | Oleg Zarichnyi | 150      |
|         | Batallón Myrotvorets     | Óblast de Kiev            | -              | 300      |
|         | Batallón Poltava         | Óblast de Poltava         | -              | -        |
|         | Batallón Santa María     | -                         | -              | -        |
|         | Batallón Shtorm          | Óblast de Odesa           | -              | 200      |
|         | Batallón Sich            | -                         | -              | -        |
|         | Batallón Sicheslav       | Óblast de Dnipropetrovsk  | -              | -        |
|         | Batallón Skif            | Óblast de Zaporiyia       | -              | -        |
|         | Batallón Svityaz         | Óblast de Volinia         | Oleg Honcharuk | 200      |
|         | Batallón Santo Mykolai   | Óblast de Mykolaiv        | -              | -        |
|         | Batallón Vínnitsa        | Óblast de Vínnitsa        | -              | 100      |
|         | Batallón Zoloti Vorota   | Ciudad de Kiev            | -              | -        |

### Antiguas unidades especiales de policía
- Batallón Azov: un batallón de voluntarios que se hizo notable por su participación en la Batalla de Mariupol y controvertido, ya que estaba formado por miembros provenientes de partidos ultranacionalistas y neonazis .[4][5] En septiembre de 2014, se amplió a regimiento y se transfirió al mando de la Guardia Nacional de Ucrania .[4]
- Batallón de Shajtarsk: un antiguo batallón de defensa territorial de voluntarios compuesto en su mayoría por ex convictos de Donbas establecido en Shakhtarsk en junio de 2014 (debido a que el batallón informa al Ministerio del Interior, sus miembros se convirtieron formalmente en agentes de policía).[6] En octubre de 2014, la unidad se disolvió después de que 50 miembros del batallón fueran acusados de saqueo y vandalismo.[7] Luego, el batallón resucitó como el batallón policial "Tornado".[6]
- Batallón Tornado : después de que el batallón de policía "Shakhtarsk" se disolviera en octubre de 2014 después de que 50 miembros del batallón fueran acusados de saqueo y vandalismo.[7] fue resucitado como el batallón de policía "Tornado".[6] El batallón estaba formado por unas 100 personas y la mayoría de los miembros eran ex convictos de Donbass (debido a que el batallón depende del Ministerio del Interior, sus miembros eran formalmente agentes de policía).[6] El 18 de junio de 2015, la unidad se disolvió después de que los miembros fueran acusados de saqueo, violación y tortura.[8][9] Inicialmente, el batallón se negó a detener las operaciones y desarmarse.[10] Exmiembros del batallón fueron acusados y arrestados por contrabando de hierro fundido desde territorio bajo control separatista.[11]